# 须弥山石窟
须弥山石窟位于宁夏回族自治区固原市原州区西北的须弥山上，是一批开凿于北朝至唐代的石窟的总称，部分石窟被开凿于明清时期。该石窟周围曾建有佛教和道教寺庙，但后来全部损毁。此後，石窟群在海原大地震和文化大革命时期曾遭受大规模破坏，后来又因严重风化和遭到盗凿而损毁严重。相关文物部门在二十世纪八十年代后对须弥山石窟进行了多次修缮。近年来，石窟受到风化的破坏。1982年，须弥山石窟被列为全国重点文物保护单位。

## 历史

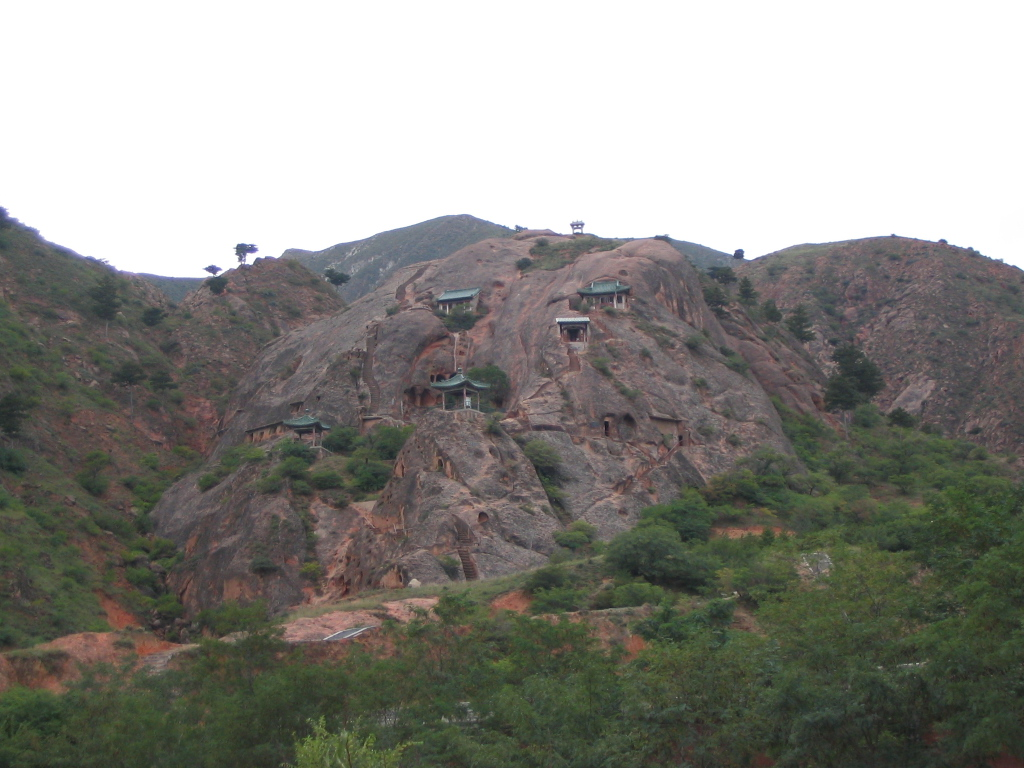
分布在红色砂岩山上的石窟

须弥山石窟的开凿年代没有明确记载，根据现存石窟可大致判断其开凿时间为北魏末年:91。须弥山的开凿有几种说法，有说法认为是北魏政府为了转移人们对政府的不满，于是开始进一步鼓励崇佛修禅，大量的石窟在此阶段得以开凿，其中就可能包括须弥山石窟:1；也有说法认为固原在过去就是丝绸之路上的重要城池，在其周围出现石窟是文化交流的结果:72。此后，须弥山在西魏、北周、隋朝和唐朝时期均经历过大规模的开凿。唐朝时期，须弥山一带还曾经建造过规模很大的景云寺。宋朝和西夏时期，须弥山石窟曾有多次装修和修复活动，当地也曾建有多处寺庙。在这一时期，藏传佛教传入固原地区:190，这一时期在部分石窟当中出现了藏传佛教风格的壁画。明朝时，在景云寺附近还曾经修建过三重楼阁。正统八年（1443年），原景云寺的僧人重新修建寺庙，明英宗朱祁镇将该寺庙赐名为圆光寺。此外，石窟周围还曾建有相国寺。清朝时，须弥山石窟受到大规模修复，这次修复之后在当地还立有碑文予以记载:19-22。明清时期，须弥山一带曾开凿有部分藏转佛教的瘞窟和禅窟:179。自清朝之后，佛教在固原地区的势力逐渐衰退，一些佛教石窟被改为道教窟，并建有玉皇阁，这些被改凿的石窟也被当地人称作子孙宫。二十世纪二十年代时，宁夏地区发生了海原大地震，石窟遭受严重损毁，以上所提及的地面建筑除石窟外也全部损毁并仅存残址:1,4。
须弥山的位置过于偏僻，以至于在相当长的时间内都没能引起考古学界的重视。1956年，须弥山石窟首次被公布于世。1961年，文物部门发布了相关的考察结果，但是内容较为简略。1962年，宁夏回族自治区文物局对石窟进行了整体勘察，并对其中佛教造像保存完整的20个洞窟进行了编号，但相关编号信息没有对外公开:87。文化大革命时期，洞窟内的大量佛像被砸毁，最大的5号窟曾被当做枪靶。1982年2月23日，须弥山石窟被列为全国重点文物保护单位。1982年5月，宁夏文化厅组织人员再次对须弥山石窟进行考察，并对全部石窟重新编号，不同的石窟群根据附近的遗址等要素取以不同的名称:1。1986年，北京大学考古系与宁夏回族自治区文化厅文物处联合对须弥山石窟进行考察测绘:1。

## 布局

### 整体布局

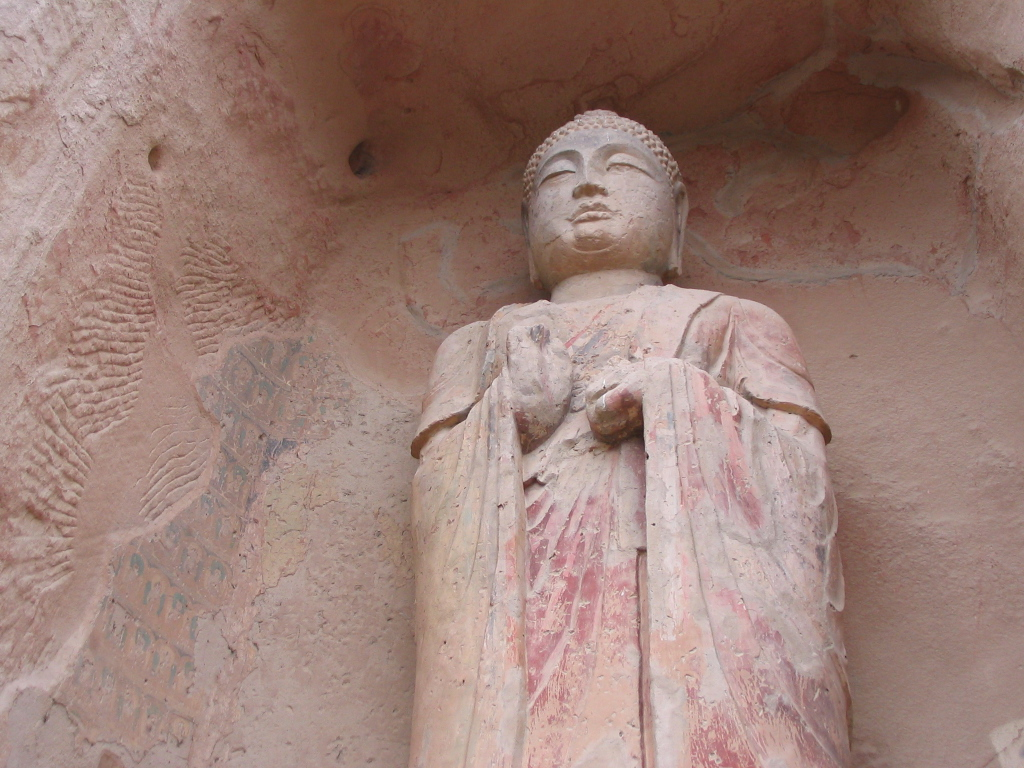
须弥山石窟的一尊菩萨像，可以看到原本的彩绘已经风化剥落得相当严重，背后的壁画也严重损毁

须弥山石窟坐落于宁夏固原县城西北55公里处的六盘山内，海拔约1700至1850米。六盘山在这一地区由于自然风化和雨水侵蚀而分成了若干个山包，石窟就开凿在这些山包的南侧和东侧:87，分布范围的长度达到1500余米。在1986年的考古勘察中，须弥山石窟总共有132个洞窟被编号，顺山势由南向北被分为八个区域，其中1至5号窟被编为“大佛楼区”，6至39号窟被编为“子孙宫区”，40至50号窟被编为“圆光寺区”，51至103号窟被编为“相国寺区”，104至108号窟被编为“桃花洞区”，109至118号窟被编为“松树洼区”，119至125号窟被编为“三个窟区”，126至132号窟被编为“黑石沟区”，而这些编号此后被广为采用:91。

### 洞窟特征

#### 北魏
北魏时期的洞窟主要分布在子孙宫区的南面及中部，一共13个，其中4座为中心柱窟，9座为供僧尼居住修行的僧禅窟。北魏时期的礼拜窟规模并不大，中小型居多。窟的平面为方形，窟门上方有明窗，中心柱的四面均开凿有佛像。佛像的组合以一佛二菩萨为主，也有交脚弥勒、乘象、骑马、一佛二弟子的造像等。佛像的造型多为高肉髻、面相清秀、长颈削肩的造型，身着褒衣博带装，衣纹密集平行式阴线雕刻，大衣披覆龛下。菩萨的造型则多为头梳高髻、细颈削肩、身着襦裙、披巾在腹部前交叉。弟子则身着袈裟，拱手而立。4座礼拜窟中，22号和28号的中心柱已经塌毁，四壁没有龛像:4；14号和24号窟保存较为完好:91。

#### 西魏
建于西魏时期的佛窟较多，但断代并不明确，均主要分布在大佛楼和子孙宫区一带，部分洞窟曾被定为至北魏时期:4。根据不同的窟龛和造像的风格，可以将西魏的洞窟分为前后两期。前期风格与北魏相近，共有19个洞窟，其中17、32、33号洞窟为中心柱窟，17号和33号窟的中心柱已经被凿毁，32号窟保存较为完好；佛殿窟有7个，分别为2、8、18、19、20、34、35号窟，但均严重风化，以至于无法分辨原貌。后期有6座洞窟，这一时期的洞窟龛室主要为帐形龛，组合主要为一佛二菩萨式，佛像造型略宽，菩萨头戴花冠，身着袒裙，衣纹为直平阶梯型，线条简略粗疏。在这一批洞窟中，36和37号窟均为中心柱窟，但36号窟中心柱已经被凿毁，而37号窟中心柱没有完工。除主要洞窟外，在开凿于北魏时期的28号窟中出现了大量西魏时期的佛教造像:9-10。

#### 北周
北周时期所开凿的洞窟主要集中在圆光寺区的崖壁上，共分为上下两层，其中47和48号窟在上层，其余在下层。这一时期的洞窟以礼拜窟为中心，僧禅窟围绕在礼拜窟的周围。僧禅窟以中心柱窟为主，窟内雕刻有梁架、角柱等仿木结构，中心柱柱身四角雕有立柱，下面雕刻有莲花柱础，柱子上方则雕刻有栌斗，栌斗承接中心柱顶部的梁架以及窟顶的斜枋。中心柱不分层，四面各开一龛。龛的造型以帐形为主，少量为尖楣圆拱龛。帐形龛的龛楣上雕刻有帐褶、莲花瓣、宝珠、璎珞等，两侧雕刻有下垂的流苏，流苏上端则由龙、凤、象等造像的嘴部衔住。尖楣圆拱龛的龛楣上有七佛的浮雕。所有龛的组合中，单铺一一佛二菩萨为主，更多的则是三佛、七佛的题材。在造像风格方面，佛像相比较起北魏、西魏的造像更加粗壮敦厚，面相较圆，面部表情较为严肃。而菩萨的造像则较为婉约:10-11。
北周时期的洞窟中有45、46、47、48、51五处中心柱窟。受到北周武帝灭佛的影响，51号窟未能雕刻完成，而47和48号窟则仅仅雕刻出了窟龛的形状:11，但在48号窟中出现了大量藏传佛教的壁画造像。

#### 隋代
由于隋代享国时间较短，须弥山石窟中在隋代所开凿的洞窟数量也并不多，中心柱窟仅有67号和70号两座，附属的僧禅窟围绕在中心柱窟旁。中心柱窟的主室为方形，窟内雕刻有仿木结构，窟顶为覆斗型，北面墙壁凿有1龛，东西两面各开3龛，中心柱的四角位置的仿木结构与北周时期的比起来较为简化。中心柱基座较高，柱身不分层，四面均有开龛。龛以帐形、尖拱形、圆拱形为主，其中帐形龛纹饰较为简单。造像组合以一佛二菩萨居多，主龛内也有一佛二弟子二菩萨组合。在造像风格方面，隋代的造像基本继承了北周的风格，但是在体型刻画方面更偏重写实，而且佛像的身体比例略有不协调:15。

#### 唐代
唐代时期的洞窟的数量在须弥山石窟当中是最多的，其中主要的洞窟包括1、5、52、53、54、62、64、69、71、72、75、76、77、78、79、80、82、83、86、87、88、89、90、105号等佛窟，其中5号窟为整个须弥山石窟最大的一座，高达20.6米，也被称作大佛楼。唐代的雕凿总共可分为三个时期:17-19：
- 第一个时期在高宗永隆元年至武周如意元年（680-692年）时期，这个时期共雕凿了2个大像窟和3个礼拜窟，2座大像窟即为1号窟和5号窟（大佛楼），佛殿窟为77，78，79三座，主室为方形，窟顶为覆斗顶或者平顶，三面墙壁均建有佛坛。造像整体组合为三佛题材，造型风格偏丰满健壮，但是造型上略显僵硬。
- 第二个时期为武周如意元年至玄宗先天元年（682-712年），这个时期的礼拜窟有52、53、54、69、71、72、75、76、80、82、83、86、87、88、89号窟，有佛殿窟和涅槃窟两种，其中涅槃窟仅75号窟一座，窟内造像以释迦摩尼涅槃为题材，这一题材在全中国范围内的佛教石窟都非常罕见；佛殿窟与第一时期的窟较为类似，佛像的造型的僵硬感减弱。
- 第三个时期的佛窟大约为玄宗先天元年至代宗大历十四年（712-779年），这个时期的礼拜窟分为中心柱窟和佛殿窟两种，号码分别为62、64以及105窟。这一时期的佛龛除62号在造像内容上有较大不同之外，其他基本上延续了之前的形制。

#### 明清
明清时期的洞窟主要位于松树洼区，以藏传佛教的瘞窟和禅窟为主:179。

## 保护
1982年，须弥山石窟文物管理所成立。1984年，须弥山文物管理所陆续对重要洞窟及被破坏部分进行了抢险加固修缮，并根据窟前的建筑遗迹，修建了有保护性窟檐和防水雨篷，但这批雨雨篷在2007年时被检测出了裂缝，并且这些裂缝直接危害到了石窟的安全。
2002年，须弥山文物管理所采用丙烯酸类保护材料进行了第一期防风化化学药物涂渗加固工程，这次工程减缓了一些重点洞窟石雕的风化速度，延长了洞窟的保存寿命。但由于开销过于巨大，此后的保护材料涂抹工作一直没能进行。由于盗凿佛像的违法活动一度非常猖獗，石窟文物管理所被迫派遣专人在晚上对石窟进行看护。由于所雕凿石窟所处的岩质很容易被风化，加之盗凿导致的严重破坏，2007年，须弥山石窟被列入美国世界历史遗迹保护基金会公布的2007－2008年“世界百大濒危文明遗址”名单当中，近年来由于风化作用，损毁加快，科学保护迫在眉睫。
2009年，须弥山石窟文物管理所对石窟附近裸露出树根的古树在不伤及裸露出的树根的前提下加固了钢筋。过去的山路全部予以砌护，巡山道路全部铺了石条，电线全部掩埋到地下。
2014年10月，中国城市建设研究院完成宁夏须弥山石窟风景名胜区总体规划编制任务，该景区是经国务院审定批准的第八批国家级风景名胜区，是宁夏回族自治区继西夏王陵风景名胜区之后的第二处国家级风景区。2015年中华人民共和国全国人民代表大会期间，宁夏代表团正式提议将包括须弥山石窟在内的多处文物保护单位列入丝绸之路的世界文化遗产名录的扩充名单当中。

## 影视作品
1996年杨佩佩制作的台湾电视剧《新龙门客栈》曾在此地取景拍摄